# Steve Smith (košarkaš)
Steven "Steve" Delano Smith  (Highland Park, Michigan, 31. ožujka 1969.) umirovljeni je američki profesionalni košarkaš. Igrao je na poziciji bek šutera, a izabran je u 1. krugu (5. ukupno) NBA drafta 1991. od strane Miami Heata. Smith je osvajač jednog NBA prstena, jednom je ostvario nastup na All-Star utakmici te je u sezoni 2001./02. izabran za sportsku osobu godine. S američkom reprezentacijom osvojio je zlatnu medalju na Svjetskom prvenstvu u Kanadi 1994. i zlatnu medalju na Olimpijskim igrama u Sydneyu 2000. godine.

## Sveučilište
Pohađao je sveučilište Michigan State. Tijekom svoje četverogodišnje sveučilišne karijere, Smith je postigao 2 263 poena, a u prosjeku je postizao 18.5 poena, 6.1 skokova i 3.7 asistencija u 122 utakmice. Također je nekoliko puta biran u All-American momčad te je nekoliko puta svoju momčad odveo do završnie NCAA prvenstva. 2001. godine ušao je u Michigan State Kuću slavnih.

## NBA karijera
Izabran je kao 5. izbor NBA drafta 1991. od strane Miami Heata. U Miamiu je proveo tri godine, te je u sezoni 1994./95. mijenjan u Atlanta Hawkse. U Atlanta Hawskima proveo je pet odličnih sezona da bi 1999. otišao u Portland Trail Blazerse u zamjenu za Jima Jacksona i Isiaha Ridera. Nakon dvije sezone u dresu Blazersa, Smith je mijenjan u San Antonio Spurse te je u sezoni 2002./03. osvojio svoj prvi i jedini NBA prsten. Na kraju sezone Smith je otpušten, ali je ubrzo potpisao za New Orleans Hornetse. Nakon kraja sezone Smith mijenja klub i odlazi u Charlotte Bobcatse. Nakon nekoliko utakmica Smith je mijenjan u Miami Heat u zamjenu za Malika Allena. Nakon završetka sezone 2004./05. Smith je objavio umiorvljenje od košarke. Svoju NBA karijeru završio je s prosjekom od 14.3 poena, 3.2 skokova i 3.1 asistencija.

## NBA statistika

### Regularni dio
| Godina    | Klub        | Odig. uta. | Uta. poč. | Min. | 2P%  | 3P%  | Sl. bac.% | Skok. | Asist. | Ukr. lop. | Blok. | Poena |
| --------- | ----------- | ---------- | --------- | ---- | ---- | ---- | --------- | ----- | ------ | --------- | ----- | ----- |
| 1991./92. | Miami       | 61         | 59        | 29.6 | .454 | .320 | .748      | 3.1   | 4.6    | 1.0       | .3    | 12.0  |
| 1992./93. | Miami       | 48         | 43        | 33.5 | .451 | .402 | .787      | 4.1   | 5.6    | 1.0       | .3    | 16.0  |
| 1993./94. | Miami       | 78         | 77        | 35.6 | .456 | .347 | .835      | 4.5   | 5.1    | 1.1       | .4    | 17.3  |
| 1994./95. | Miami       | 2          | 2         | 31.0 | .379 | .167 | .773      | 3.0   | 3.5    | 1.0       | .5    | 20.5  |
| 1994./95. | Atlanta     | 78         | 59        | 33.4 | .427 | .334 | .845      | 3.5   | 3.4    | .8        | .4    | 16.2  |
| 1995./96. | Atlanta     | 80         | 80        | 35.7 | .432 | .331 | .826      | 4.1   | 2.8    | .8        | .2    | 18.1  |
| 1996./97. | Atlanta     | 72         | 72        | 39.1 | .429 | .335 | .847      | 3.3   | 4.2    | .9        | .3    | 20.1  |
| 1997./98. | Atlanta     | 73         | 73        | 39.1 | .444 | .351 | .855      | 4.2   | 4.0    | 1.0       | .4    | 20.1  |
| 1998./99. | Atlanta     | 36         | 36        | 36.5 | .402 | .338 | .849      | 4.2   | 3.3    | 1.0       | .3    | 18.7  |
| 1999./00. | Portland    | 82         | 81        | 32.8 | .467 | .398 | .850      | 3.8   | 2.5    | .9        | .4    | 14.9  |
| 2000./01. | Portland    | 81         | 36        | 31.4 | .456 | .339 | .890      | 3.4   | 2.6    | .6        | .3    | 13.6  |
| 2001./02. | San Antonio | 77         | 76        | 28.7 | .455 | .472 | .878      | 2.5   | 2.0    | .7        | .2    | 11.6  |
| 2002./03. | San Antonio | 53         | 18        | 19.5 | .388 | .331 | .833      | 1.9   | 1.3    | .5        | .2    | 6.8   |
| 2003./04. | New Orleans | 71         | 4         | 13.1 | .406 | .402 | .928      | 1.1   | .8     | .2        | .1    | 5.0   |
| 2004./05. | Charlotte   | 37         | 1         | 17.2 | .427 | .422 | .870      | 1.3   | 1.5    | .3        | .2    | 7.9   |
| 2004./05. | Miami       | 13         | 0         | 8.8  | .300 | .200 | .667      | 1.2   | 1.1    | .2        | .0    | 1.8   |
| Ukupno    |             | 942        | 717       | 30.6 | .440 | .358 | .845      | 3.2   | 3.1    | .8        | .2    | 14.3  |
| All-Star  |             | 1          | 0         | 16.0 | .500 | .400 | .000      | 3.0   | .0     | .0        | .0    | 14.0  |

### Doigravanje
| Godina    | Klub        | Odig. uta. | Uta. poč. | Min. | 2P%  | 3P%  | Sl. bac.% | Skok. | Asist. | Ukr. lop. | Blok. | Poena |
| --------- | ----------- | ---------- | --------- | ---- | ---- | ---- | --------- | ----- | ------ | --------- | ----- | ----- |
| 1991./92. | Miami       | 3          | 3         | 33.3 | .529 | .636 | .833      | 2.0   | 5.0    | 1.3       | .3    | 16.0  |
| 1993./94. | Miami       | 5          | 5         | 38.4 | .413 | .409 | .840      | 6.0   | 2.2    | .8        | .4    | 19.2  |
| 1995./96. | Atlanta     | 10         | 10        | 42.1 | .439 | .410 | .808      | 4.1   | 3.2    | 1.3       | 1.3   | 21.7  |
| 1996./97. | Atlanta     | 10         | 10        | 42.1 | .396 | .327 | .824      | 3.9   | 1.7    | .4        | .1    | 18.9  |
| 1997./98. | Atlanta     | 4          | 4         | 40.0 | .574 | .500 | .688      | 2.8   | 2.3    | .5        | .8    | 24.8  |
| 1998./99. | Atlanta     | 9          | 9         | 39.6 | .353 | .273 | .907      | 3.4   | 3.3    | 1.6       | .2    | 17.3  |
| 1999./00. | Portland    | 16         | 16        | 37.8 | .486 | .547 | .885      | 2.5   | 2.8    | 1.2       | .2    | 17.1  |
| 2000./01. | Portland    | 3          | 3         | 40.7 | .471 | .364 | .938      | 4.3   | 2.3    | .7        | .3    | 17.0  |
| 2001./02. | San Antonio | 10         | 10        | 29.8 | .368 | .263 | .967      | 3.4   | 1.7    | .8        | .1    | 10.3  |
| 2002./03. | San Antonio | 9          | 0         | 7.3  | .208 | .167 | 1.000     | .8    | .7     | .1        | .0    | 1.8   |
| 2003./04. | New Orleans | 5          | 0         | 9.2  | .462 | .545 | .667      | 1.6   | .2     | .0        | .0    | 6.4   |
| 2004./05. | Miami       | 3          | 0         | 2.7  | .000 | .000 | .000      | .0    | .0     | .0        | .0    | .0    |
| Ukupno    |             | 90         | 73        | 32.2 | .426 | .394 | .858      | 3.0   | 2.2    | .9        | .3    | 14.9  |

## Vanjske poveznice
- Profil na NBA.com
- Profil  Arhivirana inačica izvorne stranice od 26. studenoga 2015. (Wayback Machine) na Basketball-Reference.com